# ولیچانه
ولیچانه (اسلوونیایی: Veličane) یک زیستگاه انسانی در اسلوونی است که در Lower Styria واقع شده‌است.

## خصوصیات
ولیچانه ۲٫۱۵ کیلومترمربع مساحت و ۱۵۹ نفر جمعیت دارد و ۲۳۴٫۲ متر بالاتر از سطح دریا واقع شده‌است.